# كارلوس بينيا (ملحن)
كارلوس بينيا (بالإسبانية: Carlos Peña)‏ هو كاتب أغاني ومغني وملحن غواتيمالي، ولد في 9 يناير 1988 في غواتيمالا في غواتيمالا.